# Jeanne d'Entremeuse
Jeanne d'Entremeuse  (1767 - ?, Champagne, França) foi uma contrabandista de origem francesa, sendo a primeira contrabandista da historia lusófona, que se tenha registo.

## Origem
Jeanne Thomase Jouanin, casou ainda adolescente com Daniel d'Entrmeuse, um oficial da cavalaria francesa, pouco antes do inicio da revolução francesa, tendo pelo menos duas filhas, ambas nascidas em Alicante, Espanha. Com a morte do seu marido em 1793, Jeanne viu-se obrigada a fugir da região de Champagne, em França e estabeleceu-se nas ilhas Maurícias como comerciante. É dessa região que parte para o Brasil, vindo-se a tornar uma contrabandista na região do Atlântico sul, incluindo nos seus negócios, piratagem e comércio negreiro.

## Negócios
Jeanne praticou a sua arte entre as possessões portuguesas da América e África e as ilhas Maurícias. Jeanne tinha um "carácter insinuante" e era extremamente esperta, o que lhe permitia burlar constantemente os funcionários da Coroa, desembarcando no Brasil para vender o contrabando, e embarcar de volta para Montevideu com produtos brasileiros.
Enquanto permaneceu na sua região tradicional de contrabando nunca foi presa, vindo apenas a ser detida quando se tentou expandir para Portugal em 1799. Inicialmente pensou-se que seria uma espia francesa, mas rapidamente se percebeu que era de facto contrabandista. O ser mulher, admirou as autoridades locais, chegando a história aos ouvidos de Dom João VI, que ordenou que uma junta médica verifica-se o seu verdadeiro sexo. O processo judicial durou cerca de um ano, vindo a ser libertada a 3 de março de 1800 por falta de provas, pois os documentos que a incriminavam desapareceram misteriosamente.
Foi expulsa do reino por Dom João VI, tendo voltado para França, não se tendo ouvido falar mais dela depois dessa data.